# هدبة بن خالد
هُدْبة بن خالد بن أسود بن هُدبة، أبو خالد القيسي الثَّوْباني البصري ويقال له: هداب. من أئمة الرواة الثقات، ولد بعد الأربعين ومائة بقليل، وهو أخو الحافظ أمية بن خالد، وكان مسند وقته. وكان من العلماء العاملين. مات في سنة خمس وثلاثين ومائتين.

## روايته للحديث النبوي
- حدث عن: جرير بن حازم وحماد بن سلمة وأبان بن يزيد وسليمان بن المغيرة وهمام بن يحيى ومبارك بن فضالة وأبي جناب القصاب عون بن ذكوان وأبي هلال محمد بن سليم وأغلب بن تميم وديلم بن غزوان وسلام بن مسكين وشباك بن عائذ وحماد بن الجعد ورجاء أبي يحيى الحرشي وصدقة بن موسى وهارون بن موسى النحوي.
- حدث عنه: البخاري ومسلم وأبو داود وأبو زرعة وأبو حاتم وحرب الكرماني ومحمد بن أيوب البجلي وابن أبي عاصم وبقي بن مخلد وزكريا الخياط وعبد الله بن أحمد وعمران بن موسى بن مجاشع وتميم بن محمد الطوسي والحسن بن سفيان وجعفر الفريابي وأبو معشر الحسن بن سليمان الدارمي والحسن بن الطيب البلخي والحسن بن علي المعمري وأبو يعلى الموصلي وعبدان الأهوازي وعلي بن أحمد بن بسطام الزعفراني ومطين وموسى بن زكريا التستري ويحيى بن محمد الحنائي ومحمد بن بشر بن مطر وعمران بن عبد الرحيم ومحمد بن يعقوب الكرابيسي ويوسف القاضي وأبو بكر أحمد بن علي المروزي وأبو القاسم البغوي وأبو بكر أحمد بن عمرو البزار والحسن بن علي المعمري وخلق كثير.[2]

## الجرح والتعديل
أقوال العلماء فيه
- أبو أحمد بن عدي الجرجاني: لا أعرف له حديثا منكرا، وهو صدوق لا بأس به.
- أبو حاتم الرازي: صدوق.
- أبو حاتم بن حبان البستي: ذكره في الثقات.
- أبو يعلى الموصلي: سئل عن هدبة وشيبان أيهما أفضل فقال: هدبة افضلهما واوثقهما واكثرهما حديثا.
- أحمد بن شعيب النسائي: ضعيف، ومرة: قواه.
- ابن حجر العسقلاني: ضعفه النسائي بلا حجة.
- الذهبي: الحافظ المسند، صدوق.
- عبد الباقي بن قانع البغدادي: صالح.
- مسلمة بن القاسم الأندلسي: ثقة.
- يحيى بن معين: ثقة.